# セルギウス1世 (ローマ教皇)
セルギウス1世（Sergius I, 650年頃? - 701年9月8日）は、第84代ローマ教皇（在位：687年12月15日 - 701年9月8日）。

## 生涯
家系はアナトリア南部アンティオキアのシリア人でシリアの出身。パレルモで育った。先代のコノンの死後、教皇庁ではテオドルスとパスカリスという2人の対立教皇が抗争して混乱した。アデオダトゥス2世からコノンまで歴代教皇に仕えて影響力のあったセルギウス1世は、対立教皇を嫌ったローマの市民より新たに教皇として擁されて対立教皇を廃した。
ラヴェンナ総督は最初は承認を渋ったが、セルギウスは対立教皇のパスカリスが約束した賄賂を支払うことで承認を得た。しかし東ローマ皇帝であるユスティニアノス2世は全教会の支配を企み、692年にコンスタンティノープル総主教の主導で行なわれたトゥルロの公会議で決定された条項に署名するよう命令する。これは聖職者の結婚を不許可とし、キリスト教会は東を主とするものであった。しかしセルギウス1世はこれを拒絶し、聖職者の結婚を認めるという報復に出た。
怒った皇帝は、ザカリアスに軍隊を送って圧力をかけるが、ラヴェンナ総督の裏切りで失敗した。しかも695年にはレオンティオスのクーデターでユスティニアノス2世が廃されたため、対立は解消された。
以後は礼典の改革、サン・ピエトロ大聖堂の修復に努めた。701年9月8日に死去。